# Homalothecium aequatoriense
Homalothecium aequatoriense är en bladmossart som beskrevs av Thériot 1936. Homalothecium aequatoriense ingår i släktet lockmossor, och familjen Brachytheciaceae. Inga underarter finns listade i Catalogue of Life.